# Каракашица
Каракашица је насељено место у саставу града Сиња, Сплитско-далматинска жупанија, Република Хрватска.

## Историја
До територијалне реорганизације у Хрватској налазила се у саставу старе општине Сињ.

## Становништво
На попису становништва 2011. године, Каракашица је имала 665 становника.
| Број становника по пописима | Број становника по пописима | Број становника по пописима | Број становника по пописима | Број становника по пописима | Број становника по пописима | Број становника по пописима | Број становника по пописима | Број становника по пописима | Број становника по пописима | Број становника по пописима | Број становника по пописима | Број становника по пописима | Број становника по пописима | Број становника по пописима | Број становника по пописима |
| --------------------------- | --------------------------- | --------------------------- | --------------------------- | --------------------------- | --------------------------- | --------------------------- | --------------------------- | --------------------------- | --------------------------- | --------------------------- | --------------------------- | --------------------------- | --------------------------- | --------------------------- | --------------------------- |
| 1857                        | 1869                        | 1880                        | 1890                        | 1900                        | 1910                        | 1921                        | 1931                        | 1948                        | 1953                        | 1961                        | 1971                        | 1981                        | 1991                        | 2001                        | 2011                        |
| 265                         | 805                         | 578                         | 393                         | 396                         | 345                         | 1.264                       | 1.373                       | 465                         | 527                         | 583                         | 603                         | 584                         | 686                         | 705                         | 665                         |

Напомена: У 1869., 1921. и 1931. садржи податке за насеља Читлук, Јасенско и Сухач, део података у 1857. и од 1880. до 1900. за насеље Читлук и део података у 1910. и 1948. за насеље Сухач.

### Попис1991.
На попису становништва 1991. године, насељено место Каракашица је имало 686 становника, следећег националног састава:
| Попис 1991.‍ | Попис 1991.‍ | Попис 1991.‍ | Попис 1991.‍ | Попис 1991.‍ |
| ----------- | ----------- | ----------- | ----------- | ----------- |
|             |             |             |             |             |
| Хрвати      | Хрвати      |             | 683         | 99,56%      |
| непознато   | непознато   |             | 3           | 0,43%       |
| укупно: 686 |             |             |             |             |